# Праздник майского графа
Праздник Майского графа – средневековый фестиваль, проходивший в зажиточных торговых городах Ганзейского союза в XV-XVI вв. Приобрёл особую популярность в городах Ливонской четверти – Риге и Ревеле.

## История
Майский граф символизировал весеннее возрождение, это празднество было связано с пышными народными (языческими) гуляниями, связанными с приходом мая, самого тёплого месяца весны. В ходе празднования проводились соревнования на выносливость, меткость и физическую силу среди молодых мужчин с целью выявить самого сильного и умелого защитника города. До Риги и Ревеля майские празднования широко отмечались в городах средневековой Англии и Германии, а также на торговом острове Готланде.
В Риге защитника города, которого награждали титулом Майского графа, выбирали в присутствии членов городского совета (рата) с XV столетия.  Многие увеселительные мероприятия проходили на протяжении недели, которая совпадала с масштабными народными гуляниями в рамках христианского праздника Святой Троицы. В основе этого средневекового праздника лежит синкретическое мировоззрение горожан разных социальных категорий. Сперва торжества организовывали представители Большой гильдии Риги и одноименной организации Ревеля, а затем эту функцию переняли общества Черноголовых. В Ревеле в дубраве Копли во второй день праздника (во вторник) проходил турнир по стрельбе.
После выявления победителя соревнования в доме Черноголовых в Риге и таком же доме в Ревеле проходил торжественный пир, на котором чествовали самого успешного защитника, одержавшего победу по итогам всех соревнований. Первое такое пиршество зафиксировано в рижских документальных источниках в 1477 году. Считалось, что победитель, новый Майский граф, имел возможность выбрать для себя Майскую графиню, самую красивую, на его взгляд, девушку города, но обязательно благородного происхождения. Также Майский граф наделялся правом помиловать одного заключённого, которого он сам посчитает нужным. 
На протяжении года Майский граф должен был принимать участие в различных светских и религиозных праздниках, например, вместе с орденскими чиновниками и монахами, представителями братства Черноголовых, купцами и ремесленниками. В честь важных событий в истории города совершались процессии, во время которых люди несли свечи большого размера, «огни Майского графа».

## Современность
Традиции проведения Майского графа в Риге возродились после восстановления дома Черноголовых, разрушенного нацистскими артиллеристами, в 1999 году; в Таллине проведение этого фестиваля возобновилось с начала 1990-х годов. Ратушная площадь предстаёт в виде оживлённого района средневекового города с ярмаркой, ремесленными мастерскими; проводятся рыцарские поединки, а также песенные конкурсы. Регулярно проводится соревнование на звание самого оригинального средневекового костюма, а главный приз победителю вручается одним из ведущих латвийских или эстонских дизайнеров.

В Риге будет проходить праздник в 2024 году не в Старой Риге, и не в Верманском парке, но в Зиедоньдарзсе.
Это от центра Риги нужно двигаться по улице Чака до памятника Чаку по улице Чака.